# Червоногорка (Черкасская область)
Червоногорка (укр. Червоногірка) — село в Чернобаевском районе Черкасской области Украины.
Население по переписи 2001 года составляло 343 человека. Почтовый индекс — 19950. Телефонный код — 4739.

## Местный совет
19950, Черкасская обл., Чернобаевский р-н, с. Ирклиев, ул. Ленина, 7.

## История
Деревня была приписана к Николаевской церкви в Ирклееве.
На карте 1826—1840 года называется Семеногорский.
На 1859 год — Семеногорка (Семина Горка) владельческая деревня в 2-х верстах от Ирклиева (на Северо-восток), по правую сторону от тракта из м. Ирклиева в м. Горошин, при речке Ирклей. Число дворов в Семеногорке — 24, число жителей в деревне: мужского населения — 83; женского — 91. Семеногорка находилась в Ирклиевской волости в Золотоношском уезде в Полтавской губернии Российской империи.
На 1869 год, 15 сентября, в Сементогорке численность населения составляла 176 крестьян.
На 1875 год Семеногорка относилась к 4-му медицинскому участку.
На 1878—1887 год Семеногорка относилась к 5-му медицинскому участку.
В Семеногорке, родовом имении Сементовских-Курилло, родились в начале XIX века писатели, этнографы: Сементовский Николай Максимович, Сементовский Александр Максимович и Сементовский Константин Максимович.
В 1851 году Сементовский Николай Максимович написал «Разлив Днепра в Золотоношском уезде». Автор сделал краткое географическое описание берегов Днепра вблизи деревни Семеногорка. Он описал разлив реки, лов и посол рыбы во время разлива (с чертежом распластанной рыбы)[значимость факта?].
Сейчас Семеногорка называется Червоногорка и входит состав Ирклиевского сельсовета Чернобаевского района Черкасской области Украины.